# Хутуев, Ханафи Исхакович
Ханафи Исхакович Хутуев (род. 20 февраля 1918, Кёнделен — 1999, Нальчик) — советский политик, учёный-историк. доктор исторических наук. Член КПСС.

## Биография
Родился 20 апреля 1918 года в селе Кёнделен. После окончания рабочего факультета в Нальчике, поступил в Кабардино-Балкарский педагогический институт. В 1939 году призван в органы НКВД и окончил ростовскую школу НКВД СССР.
В 1943 году награждён медалью «За отвагу» и орденом Отечественной войны II степени. В 1944 году был депортирован в Киргизию. Работал директором типографии Министерства сельского хозяйства Киргизской ССР.
В июле 1958 года избран членом бюро Кабардинского КПСС. В 1961 году — заместитель председателя совета министров республики. В научных кругах получил известность благодаря работе «Балкарский народ в годы Великой Отечественной войны и послевоенный период» (1965).
В 1973—1988 годах являлся директором Кабардино-Балкарского научно-исследовательский институт краеведения (ныне Институт гуманитарных исследований КБНЦ РАН).

## Личная жизнь
Дочь — Хутуева Светлана Ханафиевна, врач-иммунолог.

## Награды
- 29 июня 1965 — Присуждена учёная степень Кандидата Исторических наук
- 14 октября 1985 — Почётное звание Заслуженный деятель науки Кабардино-Балкарской Республики
- Награждён орденом «Знак Почета», медалью «За доблестный труд», почетными грамотами Президиума Верховного Совета РСФСР и КБАССР.[4]